# 549
Évszázadok: 5. század – 6. század – 7. század
Évtizedek: 490-es évek – 500-as évek – 510-es évek – 520-as évek – 530-as évek – 540-es évek – 550-es évek – 560-as évek – 570-es évek – 580-as évek – 590-es évek
Évek: 544 – 545 – 546 – 547 –  548 – 549 – 550 – 551 – 552 – 553 – 554

## Események

### Bizánci Birodalom
- A bizánci-gót háborúban Iusztinianosz császár visszahívja Belisariust az itáliai erők parancsnokságból. Totila osztrogót király ismét ostrom alá veszi Rómát, amelyet 3 ezer bizánci katona véd. A rosszul fizetett, utánpótlás nélküli bizánciak egy része beengedi a gótokat a városba, akik a nők kivételével mindenkit legyilkolnak, a környező utakon vadásznak a menekülő polgárokra. Totila utoljára tart kocsiversenyt a Circus Maximusban.
- A gótok hossza ostrom után elfoglalják és kifosztják Perugiát. A város püspökének, Herculanusnak Totila parancsára szíjat hasítanak a bőréből, majd lefejezik.
- A lazicai háborúban a bizánciak megsemmisítenek egy 5 ezres perzsa sereget az örményországi Phaszisz folyónál. A perzsák továbbra is tartják az ostromlott lazicai Petra városát.
- Konstantinápolyban örmény származású arisztokraták (köztük a korábbi észak-afrikai kormányzó, Artabanész) összeesküvést szerveznek Iusztinianosz meggyilkolására és unokatestvére, Germanosz trónra helyezésére. Tervük kiderül, de a császár rövid házi őrizet és tisztségeiktől való megfosztás után elengedi őket.

### Európa
- Theudigisel vizigót királyt egy lakomán meggyilkolják. A trónt az egyik főnemes, Agila szerzi meg, de hamarosan lázadások kezdődnek ellene.

### Kína
- A lázadó Hou Csing hosszas ostrom után elfoglalja a Liang-dinasztia fővárosát, Csienkangot. Formálisan tisztelettel bánik az idős Vu császárral, de mivel az nem hajlandó a bábjaként uralkodni, őrizetbe véteti és lecsökkenti az ételadagját. Vu császár hamarosan meghal. A trónt fia, Hsziao Kang foglalja el, aki a Csienven uralkodói nevet veszi fel, de a tényleges hatalom Hou Csing kezében marad.
- A Keleti Vej hadura, Kao Cseng visszafoglalja Nyugati Vejtől azt a négy tartományt, amelyet az Hou Csing lázadásakor szállt meg. Röviddel később egy foglyul ejtett liangi nemes, akit szolgamunkára kényszerített, meggyilkolja. Utóda öccse, Kao Jang.

## Születések
- Abú Lahab, Mohamed próféta nagybátyja és ellenfele

## Halálozások
- Theudigisel, vizigót király
- Liang Vu-ti, a Liang-dinasztia császára
- Kao Cseng, kínai hadvezér és régens
- Perugiai Herculanus, püspök és mártír

## Fordítás
- Ez a szócikk részben vagy egészben  a(z)   549 című angol Wikipédia-szócikk ezen változatának fordításán alapul.  Az eredeti cikk szerkesztőit annak laptörténete sorolja fel. Ez a jelzés csupán a megfogalmazás eredetét és a szerzői jogokat jelzi, nem szolgál a cikkben szereplő információk forrásmegjelöléseként.